# Fédération tunisienne de basket-ball
La Fédération tunisienne de basket-ball (arabe : الجامعة التونسية لكرة السلة) ou FTBB est l'organisme qui gère la pratique du basket-ball en Tunisie. Elle s'est substituée en 1956 à la Ligue tunisienne de basket-ball rattachée à la Fédération française de basket-ball.
Sofien Jribi est président de la fédération depuis le 10 août 2025.

## Histoire
La Fédération tunisienne de basket-ball est fondée le 28 octobre 1960.
Le 10 août 2025, Sofiane Jribi est élu président de la fédération, succédant à Ali Benzarti, qui avait exercé cette fonction pendant 19 ans,.

## Logo

Logo ancien.
Logo actuel.

## Rôles
La Fédération tunisienne de basket-ball assure les missions suivantes :
- la promotion et l'éducation par les activités physiques et sportives ;
- l'accès de toutes et à tous à la pratique des activités physiques et sportives ;
- la formation et le perfectionnement des dirigeants, animateurs, formateurs et entraîneurs fédéraux ;
- l'organisation et l'accession à la pratique des activités arbitrales au sein de la discipline, notamment pour les jeunes ;
- le respect des règles techniques, de sécurité, d'encadrement et de déontologie de leur discipline ;
- la délivrance des titres fédéraux ;
- l'organisation de la surveillance médicale des licenciés ;
- la promotion ;
- la représentation des sportifs dans les instances dirigeantes.

Les moyens d'actions de la fédération sont les suivants :
- l'organisation des compétitions de toute nature entre les associations affiliées ou leurs membres, les comités départementaux, les ligues régionales, toutes manifestations de basket-ball sur le plan local, national ou international, ainsi que les sélections de toute nature ;
- l'organisation d'activités ouvertes à des non-licenciés ;
- l'implantation de structures de concertation à vocation inter-régionale ;
- la publication d'un bulletin officiel et de toute revue traitant du basket-ball ;
- la publication et la diffusion de toute documentation et de tous règlements relatifs à la pratique du basket-ball ;
- la tenue d'assemblées périodiques, l'organisation de cours, conférences, stages et examens ;
- l'aide morale et matérielle à ses membres.

## Présidents
- 1955-1956 : Antoine Olivieri
- 1956-1958 : Hassine Harrouche
- 1958-1959 : Mohamed Mehrezi
- 1959-1962 : Mohamed Salah Bergaoui
- 1962-1963 : Abdellatif Rassaâ
- 1963-1965 : Hassine Harrouche
- 1965-1971 : Morched Ben Ali
- 1971-1972 : Hassine Harrouche
- 1972-1975 : Abdeljawad Mzoughi
- 1975-1977 : Morched Ben Ali
- 1977-1980 : Mohamed Boudamgha
- 1980-1982 : Ahmed Majbour
- 1982-1991 : Abderraouf Menjour
- 1991-1993 : Mustapha Kamel Fourti
- 1993-1995 : Abderraouf Menjour
- 1995-1998 : Rafik Dey Daly
- 1998-2005 : Mahmoud Bedoui
- 2006-2025 : Ali Benzarti
- 2025 : Marouane Chaieb (intérim)[3]
- depuis 2025 : Sofien Jribi